# Hakan Balta
Hakan Balta (Berlín, Alemanya, 23 de març de 1983), és un futbolista turc. Juga de defensa i el seu primer equip va ser el Vestel Manisaspor.

## Biografia
Balta va començar la seva carrera a Alemanya, en equips de juvenils. El 2005 decideix traslladar-se a Turquia per jugar en el Vestel Manisaspor.
El 2007 fitxa pel club, el Galatasaray, equip que per fer-se amb la seva fitxa va haver de pagar 750.000 €, donar a un jugador (Ferhat Öztorun) i cedir a altres dos (Anıl Karaer i Aydın Yılmaz). Amb aquest club ha guanyat el títol de Lliga en la seva primera temporada.

### Internacional
Ha estat internacional amb la Selecció de futbol de Turquia en 12 ocasions. El seu debut com a internacional es va produir el 17 de novembre de 2007 en un partit contra Noruega.
Va ser convocat per disputar l'Eurocopa d'Àustria i Suïssa de 2008. En aquesta competició el seu equip va realitzar un gran paper, arribant a semifinals. Hakan Balta va ser un fix en l'onze titular i va disputar tots els minuts d'aquest torneig.

## Clubs
| Club              | País    | Any       |
| ----------------- | ------- | --------- |
| Vestel Manisaspor | Turquia | 2005-2007 |
| Galatasaray SK    | Turquia | 2007-     |

## Títols
- 1 Lliga de Turquia (Galatasaray, 2008)